# Augustyn Ajchigier
Augustyn Ajchigier herbu Ajchigier (ur. ?, zm. 1582) – biegły lingwista krakowski. Bratanek Zybulta, który przybył do Polski za Zygmunta I z Niemiec.
Zobacz też: Ajchigierowie herbu Achinger